# Zoumana Diallo
Zoumana Diallo, né le 2 février 2005 à Strasbourg, est un footballeur français qui évolue au poste de avant-centre au RE Virton.

## Biographie

### Carrière en club
Né à Strasbourg, Diallo commence à jouer au football dans un club amateur de Koenigshoffen, quartier de sa ville natale, avant de rapidement rejoindre le centre de formation du RC Strasbourg.
Lors de la saison 2021-22, il est un buteur prolifique avec les moins de 17 ans, qui jouent les premières places du championnat national,, tout en évoluant et marquant également en moins de 19, notamment en Gambardella où le club alsacien arrive jusqu'en quart de finale, défait pas les futurs vainqueurs de la compétition, l'Olympique lyonnais de Mohamed El Arouch (en) et Mamadou Sarr.

### Carrière en sélection
Zoumana Diallo est international français en équipe de jeune. En avril 2022, il est sélectionné avec l'équipe de France des moins de 17 ans pour l'Euro 2022.
Titulaire et buteur lors des matchs de poule contre la Pologne et les Pays-Bas, il entre en jeu lors de toutes les autres rencontres de la compétition. Aux côtés de son camarade de club Tom Saettel, il permet ainsi à la France de se qualifier pour la finale du tournoi aux tirs au but face au Portugal à la suite d'un score de 2-2 à la fin du temps réglementaire,.

## Style de jeu
Avant-centre avec une forte dimension physique, il se distingue par sa facilité face au but, avec — selon les mots de son sélectionneur en U17 — une « grosse frappe de balle », qui lui permet d'être un buteur prolifique.

## Palmarès
France -17 ans
- Championnat d'Europe -17 ans (1) :
  - Vainqueur : 2022.